# Ustrój polityczny Luksemburga
Wielkie Księstwo Luksemburga jest monarchią konstytucyjną, choć w konstytucji widnieje zapis, iż system polityczny państwa to demokracja parlamentarna. Konstytucja państwa z 17 października 1868 roku określa je jako demokratyczne, wolne, niepodległe i niepodzielne (art. 1 Konstytucji). Władza zwierzchnia w Wielkim Księstwie należy do Narodu (art. 32).

## Wielki książę
Art. 3 konstytucji mówi o tym, iż Wielki Książę musi należeć do dynastii Nassau, a jego osoba jest nienaruszalna. Wielki Książę obejmuje władzę w wieku 18 lat, składając przed parlamentem przysięgę, w której obiecuje stać na straży konstytucji, praw Wielkiego Księstwa, jego niepodległości, integralności terytorialnej i indywidualnych wolności. W razie poważnej niedyspozycji monarchy, jego obowiązki pełni w jego imieniu regent.
Wielki Książę jest głową państwa, symbolem jego jedności, a także niepodległości (art. 33). Od 2000 roku Wielkim Księciem Luksemburga jest Henryk. Monarcha podpisuje ustawy uchwalone przez Izbę Deputowanych. Musi ustosunkować się do takiego aktu prawnego w przeciągu 3 miesięcy.
Monarcha podpisuje umowy międzynarodowe i traktaty, dowodzi siłami zbrojnymi, wypowiada wojnę i zawiera pokój, po upoważnieniu udzielonym mu przez parlament (art. 37). Posiada także prawo łaski, które jednak nie obejmuje wyroków skazujących członków rządu (art. 38). Książę mianuje najważniejszych urzędników państwowych, a także nadaje obywatelstwo (art. 40).
Wszelkie decyzje Wielkiego Księcia wymagają kontrasygnaty odpowiedniego członka rządu. Monarcha posiada inicjatywę ustawodawczą, natomiast parlament może zaproponować monarsze projekt Ustawy Rządowej, którą ten następnie może wnieść pod obrady parlamentu (art. 47).

Zobacz też: Wielcy książęta Luksemburga.

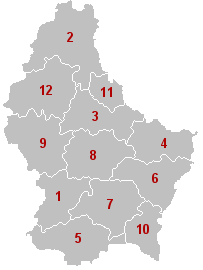
Podział administracyjny Luksemburga: 1. Kanton Capellen (dystrykt Luksemburg), 2. Kanton Clervaux (dystrykt Diekirch), 3. Kanton Diekirch, (dystrykt Diekirch), 4. Kanton Echternach, (dystrykt Grevenmacher), 5.Kanton Esch-sur-Alzette, (dystrykt Luksemburg), 6. Kanton Grevenmacher (dystrykt Grevenmacher), 7. Kanton Luksemburg (dystrykt Luksemburg), 8. Kanton Mersch (dystrykt Luksemburg), 9. Kanton Redange (dystrykt Diekirch), 10. Kanton Remich (dystrykt Grevenmacher), 11. Kanton Vianden (dystrykt Diekirch), 12. Kanton Wiltz (dystrykt Diekirch).

## Izba Deputowanych
Parlament luksemburski (luks. Châmber vun Députéirten, fr. Chambre des députés) jest jednoizbowy (unikameralny). Składa się z 60 deputowanych, wybieranych w wyborach bezpośrednich z okręgów wyborczych wielomandatowych, z list partyjnych, za pomocą systemu reprezentacji proporcjonalnej. Kadencja wynosi 5 lat. Deputowani nie mogą być jednocześnie członkami rządu, stąd jeżeli jakiś deputowany otrzyma propozycję wejścia do rządu i ją przyjmie, musi zrzec się mandatu, a jego miejsce zajmuje następny kandydat z listy partyjnej (metoda wstąpienia). Kraj podzielony jest na 4 okręgi wyborcze:
- Południe (Esch-sur-Alzette i Capellen)
- Centrum (Luksemburg i Mersch)
- Północ (Diekirch, Redange, Wiltz, Clervaux i Vianden)
- Wschód (Grevenmacher, Remich i Echternach).

Czynne prawo wyborcze posiadają ci obywatele, którzy ukończyli przynajmniej 18 lat, a bierne – minimum lat 21.
Izba Deputowanych obraduje pod kierownictwem przewodniczącego, którego wyłania spośród swoich członków (wybiera także wiceprzewodniczącego). Parlament zajmuje się głównie uchwalaniem ustaw, które to następuje w drodze głosowania nad każdym artykułem z osobna, w celu umożliwienia wprowadzania poprawek. Izba posiada także prawo do prowadzenia dochodzeń w ważnych sprawach państwowych i kierowania żądań do rządu w celu wyjaśnienia kluczowych kwestii jego polityki, budzących kontrowersje.
Każda sesja parlamentu otwierana jest przez Wielkiego Księcia, który może również zwołać nadzwyczajną sesję. Ma on taki obowiązek, jeśli zażąda tego przynajmniej 1/3 izby. Monarcha może również rozwiązać parlament (art. 74), a nowe wybory musi zarządzić w ciągu 3 miesięcy.
Parlament może zmienić konstytucję (art. 114), ale procedura jest dość skomplikowana:
- izba składa deklarację o konieczności zmiany konstytucji,
- następstwem takiego oświadczenia jest konieczność samorozwiązania,
- po wyborach zbiera się nowy skład parlamentu,
- izba konsultuje się z Wielkim Księciem co do treści zmiany konstytucji,
- następuje głosowanie, ale tylko pod warunkiem obecności 2/3 konstytucyjnego składu izby,
- zmiana konstytucji może być przyjęta tylko większością przynajmniej 2/3 głosujących.

Żadna zmiana konstytucji nie może zostać wprowadzona w czasie trwania regencji.

### Rada Stanu
Rada Stanu (fr. Conseil d'État) to ciało doradcze, składające się z 21 członków, będących zwykłymi obywatelami, mianowanymi przez Księcia. Jej rolą jest doradzanie parlamentowi w procesie legislacyjnym. Służba w Radzie kończy się dla danej osoby po 15 latach lub też jeżeli ukończy ona 72 lata.

### Partie polityczne
Najważniejsze partie polityczne:
- Chrześcijańsko-Społeczna Partia Ludowa (Chrëschtlich Sozial Vollekspartei, CSV)
- Zieloni (Déi Gréng)
- Luksemburska Socjalistyczna Partia Robotnicza (Lëtzebuergesch Sozialistesch Arbechterpartei, LSAP)
- Partia Demokratyczna (Luksemburg) (Demokratesch Partei, DP)
- Alternatywna Demokratyczna Partia Reform ((Alternativ Demokratesch Reformpartei, ADR)
- Lewica (Déi Lénk-La Gauche)
- Komunistyczna Partia Luksemburga (Parti Communiste du Luxembourg, KPL)

## Rząd Wielkiego Księstwa
Rząd musi składać się z przynajmniej trzech członków. Pracami rządu kieruje premier (do 1989 roku używano określenia "przewodniczący rządu"). Na stanowisko premiera Wielki Książę powołuje lidera partii, która zwyciężyła w wyborach parlamentarnych. Ministrowie powoływani są przez Wielkiego Księcia na wniosek premiera. Członkowie rządu mają zagwarantowany dostęp do parlamentu, który może ich oskarżać w przypadku ich niezgodnej z prawem działalności.
Rząd musi zostać zaakceptowany przez parlament, poprzez udzielenie mu wotum zaufania. Jest również przed nim odpowiedzialny politycznie (wotum nieufności).

## Sąd Konstytucyjny
Decyduje o tym, czy dany akt prawny jest zgodny z konstytucją. Ciało to składa się z Prezesa Najwyższego Sądu Sprawiedliwości, Przewodniczącego Sądu Administracyjnego, dwóch sędziów Sądu Kasacyjnego i pięciu członków mianowanych przez Wielkiego Księcia (po zasięgnięciu opinii Najwyższego Sądu Sprawiedliwości i Sądu Administracyjnego).

## Sądownictwo
Wymiar sprawiedliwości jest sprawowany w państwie przez sądy i trybunały. Wszystkie wyroki wydawane są w imieniu Wielkiego Księcia (art. 49).